# Tsingy de Bemaraha
Tsingy de Bemaraha is een natuurreservaat in Madagaskar dat sinds 1990 ingeschreven staat op de Werelderfgoedlijst van de UNESCO. Het reservaat biedt een zeer gevarieerd landschap: van karstlandschap en kalkmassief (de zogenaamde tsingy) over de vallei van de rivier de Manambolo tot glooiende heuvels met hoge toppen. Dit landschap is bedekt met intacte tropische wouden, meren en mangroven die een habitat zijn voor vele diersoorten, waaronder verscheidene bedreigde vogelsoorten. Het ecotoerisme is een bron van inkomsten voor de mensen uit de regio.

## Ligging
Het reservaat is 1520 km² groot (opgave 2011) en ligt in het westen van Madagaskar in het district Antsalova (regio Melaky), op zo'n 300 km van de hoofdstad Antananarivo en op zo'n 60-80 km van de westkust.
Het is te bereiken via de weg vanuit Morondava, een stad 150 km ten zuiden van het park of via de rivier de Manambolo vanuit Ankavandra. Men kan het park ook bereiken vanuit Antsalova, een stad ten noorden van het park, waar een vliegveld is dat bereikbaar is vanuit Tsiroanomandidy.

## Klimaat
Het park heeft een droog seizoen van zo'n 6 tot 8 maanden en een nat seizoen van december tot maart. De jaarlijkse neerslag bedraagt ongeveer 980mm. Het gebied van de tsingy is natter dan de andere gebieden die ten westen liggen. De gemiddelde jaarlijkse temperatuur ligt boven de 26 °C en de gemiddelde maandtemperaturen liggen boven de 20 °C. Er zijn temperatuurextremen van 38 °C in de maand december en 9 °C in de maand juli geregistreerd.

## Geologie

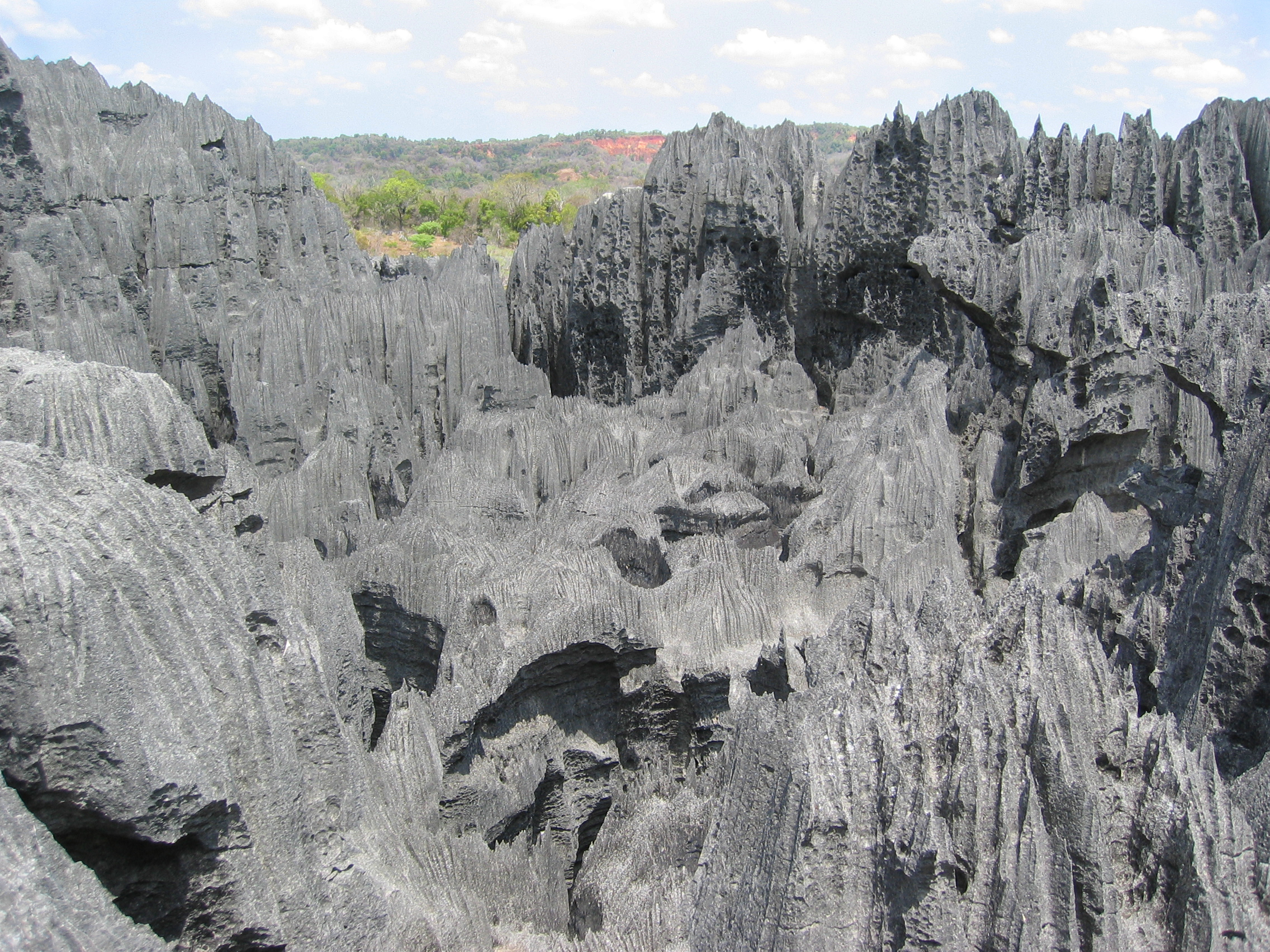
De tsingy: kathedralen van kalksteen

Het reservaat omvat een karstlandschap en een kalkmassief dat dusdanig verscheurd is dat er een tsingy ontstaan is. Tsingy is het Malagassische woord voor een formatie van geërodeerde kalksteen. De kalkrotsen in het reservaat zijn gevormd door de afzetting van fossielen en dode schelpen onder het zeeniveau zo'n 200 miljoen jaar geleden. Toen brak het supercontinent Pangea uit elkaar. Het zuidelijke deel, met Madagaskar, breekt ook uiteen. In het riftgebied tussen Madagaskar en Afrika ontstaan ondiepe zeeën. Gezien zijn subtropische ligging zijn deze zeeën een uitgelezen plaats voor de vorming van een rif. 
Aangezien Madagaskar op de rand ligt van deze rift komt deze 'schouder' geleidelijk aan hoger te liggen. Samen met de lagere temperaturen en dus lagere zeespiegel komt dit gebied boven water te liggen waardoor het onderhevig is aan erosie. Zo'n 2 miljoen jaar geleden zorgt regen van de moesson voor het uitsnijden van dit landschap, enerzijds door de regen van bovenaf en het fluctuerende grondwater.
De tsingy is zo als het ware een landschap van kathedralen gemaakt van kalk. Driehonderd jaar geleden bood deze tsingy onderdak aan de Vazimba, de eerste bewoners van Madagaskar. Vandaag de dag dienen de rotsen als cultusplaatsen voor de omwoners. Dit massief strekt zich over tientallen kilometers van noord naar zuid uit. Het wordt in het noorden begrensd door kliffen die zo'n drie- à vierhonderd meter uitsteken boven de Manambolo. In het zuiden is de toegankelijkheid zeer gelimiteerd door de hoge karstpieken.
Aangezien de kalkrotsen een complex hydrologisch systeem vormen, speelt de tsingy een belangrijke rol als watertoren voor de streek rond Antsalova.

## Fauna en flora

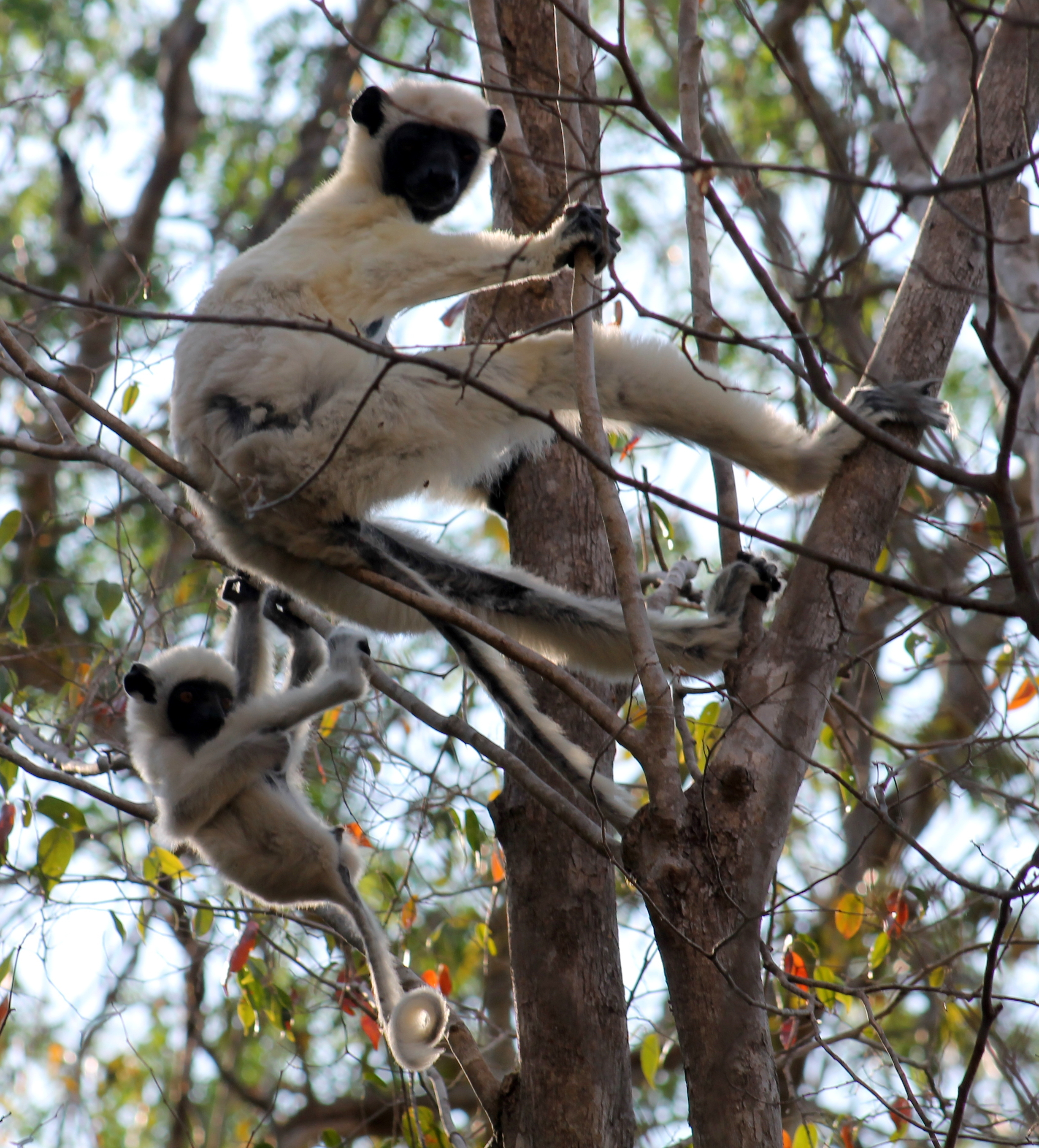
Von der Deckens sifaka's in de loofbossen van de Tsingy de Bemaraha

De fauna is door de verscheidenheid van milieus zeer rijk: het park biedt onderdak aan 13 soorten maki's (waarvan 3 overdag leven en 10 's nachts), 94 soorten water- en landvogels, 15 soorten vleermuizen, 22 amfibiesoorten en 66 soorten reptielen. Het park telt ook enkele endemische zoogdieren, zoals de ringstaartmangoest en de lambertonmadagaskarrat. Het reservaat is het enige gebied waar de met vele stekels bezette pantserkameleon (Brookesia perarmata) voorkomt en de enige plaats in het westen van Madagaskar waar de madagaskargrijskeelral (Canirallus kioloides) voorkomt. Verder zijn er ook onbevestigde verslagen van het voorkomen van het vingerdier net buiten het reservaat.
Ook de flora van het reservaat is rijk en verscheiden en is typisch voor de karstgebieden in het westen van Madagaskar. Het dikke droge tropische loofwoud vormt een continu bos in het westelijk gedeelte van het park en wordt in het oosten onderbroken door de savannes. De vegetatie is zeer verscheiden, gaande van zeer droog op de kalkplateaus tot vochtig in de canyons en langs de rivier. Van de 650 plantensoorten die ingeschreven staan is 86 % endemisch. De planten van het reservaat omvatten o. a. verscheidene soorten van het geslacht Delonix, de madagaskarbanaan (Ensete perrieri) - de enige wilde bananensoort in Madagaskar - en verscheidene soorten baobabs. In sommige rivieren kan men de waterplant Aponogeton fenestralis aantreffen. Deze plant is populair in aquaria maar is in het wild bedreigd. 
Door de specifieke ecologische omstandigheden in het park kan men verschillende vormen van aanpassing zien, zoals bladeren die doornen worden om het waterverlies te beperken of boomstammen die dikker worden om meer water te kunnen opslaan.

## Werelderfgoed
Op 31 december 1927 werd het gebied uitgeroepen tot een Réserve Intégrale Naturelle. In mei 1991 werd het ook cultureel nationaal erfgoed. Het zuidelijk gedeelte van het park (72340 ha) is in 1997 veranderd in een nationaal park, terwijl het noordelijk gedeelte een Réserve Intégrale Naturelle is gebleven.
Het natuurreservaat werd in 1990 ingeschreven op de Werelderfgoedlijst van de Unesco. Het reservaat was toen nog volledig een Réserve Naturelle Intégrale. De inschrijving gebeurde op basis van twee criteria:
1. Criterium vii: Het gebied biedt een buitengewone natuurlijke schoonheid. De tsingy is een ongewoon element van buitengewone schoonheid. Bovendien omvat het gebied zeer goede voorbeelden van de belangrijke ecosystemen van West-Madagaskar.
2. Criterium x: Het reservaat en de omringende wouden, meren en mangroves vormen een belangrijke habitat voor zeldzame en bedreigde soorten. Zij zijn ook een gepaste habitat voor een reeks endemische soorten.

Het karstlandschap van het reservaat kan vergeleken worden met het Zuid-Chinese karstlandschap, dat sinds 2007 op de Werelderfgoedlijst staat ingeschreven.